# Kąty (Biała Podlaska)
Kąty es un pueblo ubicado en la gmina Kodeń, distrito de Biała Podlaska, voivodato de Lublin, Polonia.

## Superficie
Cuenta con una superficie de 7,800 kilómetros cuadrados.

## Demografía
Hasta 2011 la población era de 70 habitantes, con una densidad de población de 8,974 habitantes por kilómetro cuadrado. Estaba conformada por 36 hombres (51,4%) y 34 mujeres (48,6%), según el censo de la Oficina Central de Estadística.